# Amran
Amran (arab. عمران) – miasto w północno-zachodnim Jemenie; stolica muhafazy Amran. Według danych szacunkowych na rok 2012 liczy 90 792 mieszkańców.